# Arahal
Arahal est une commune située dans la province de Séville de la communauté autonome d’Andalousie en Espagne.

## Géographie

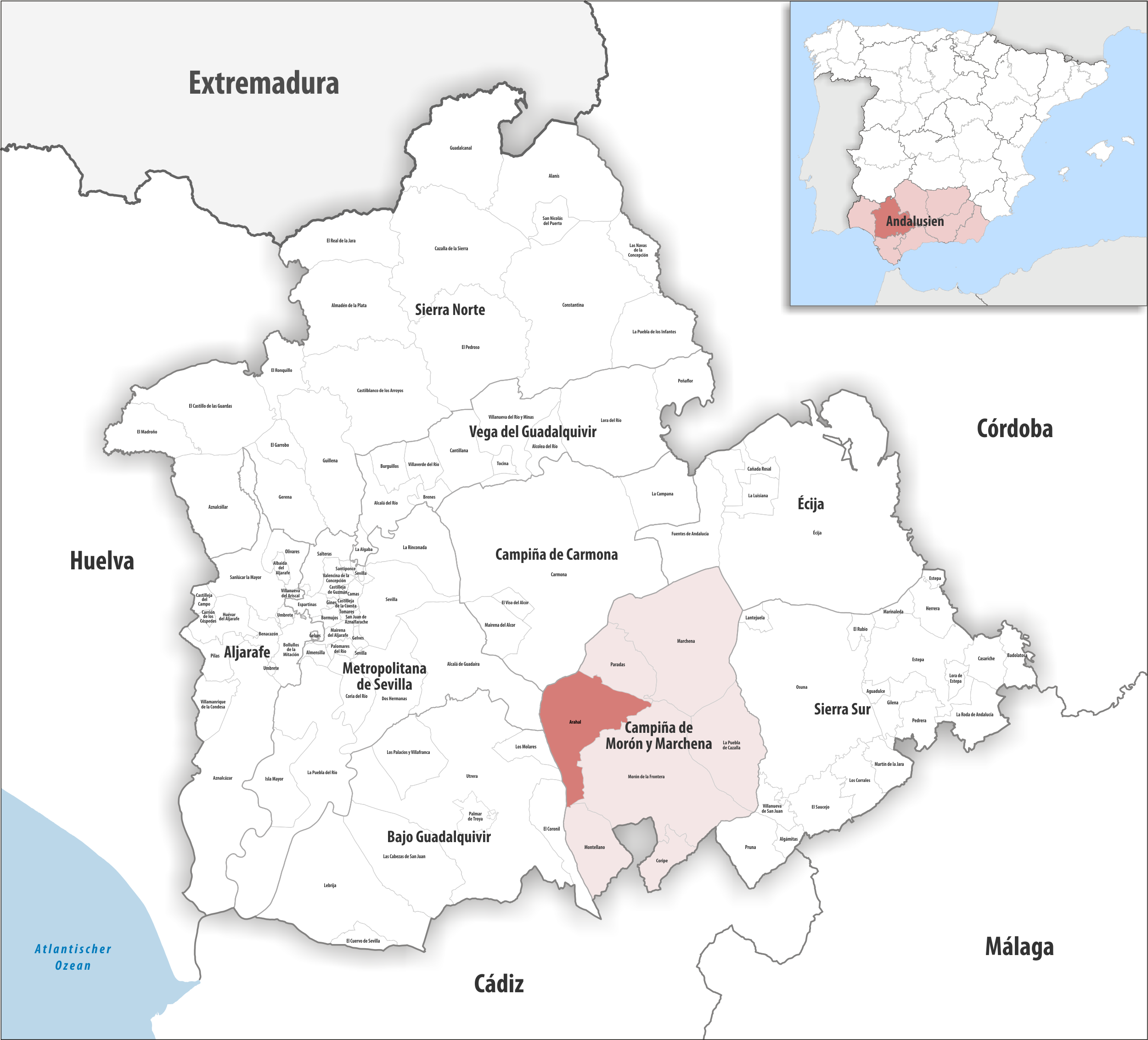
Arahal dans la province de Séville / en Andalousie

### Localisation
La commune d'Arahal est dans la partie sud de la province de Séville, et dans l'ouest de la comarque Campiña de Morón et Marchena – comarque qui jouxte la province de Cadix au sud.
Séville est à 46 km ouest ;
Malaga à 154 km sud-est ;
Gibraltar à 207 km sud ;
Algésiras à 190 km sud ;
Jerez de la Frontera à 96 km sud-ouest ;
Cadix à 127 km sud-ouest.

## Histoire
Durant la guerre civile espagnole, la ville est conquise par la colonne nationaliste de Castejon le 23 juillet 1936.
Durant la prise de la ville par les nationalistes, des Républicains mettent le feu à un bâtiment provoquant la mort de 22 sympathisants de droite qu'ils y détenaient. En vengeance, une fois la ville sous son contrôle, la colonne de Castejon se livre à de nombreuses exactions (assassinat de nombreux Républicains et viols de femmes considérées comme de gauche). Les estimations du massacre varient entre 146 et 1 600 morts.

## Administration
| Période | Période  | Identité         | Étiquette | Qualité |
| ------- | -------- | ---------------- | --------- | ------- |
| 2024    | En cours | Francisco Brenes | PSOE      |         |